# Alkanna sieberi
Alkanna sieberi ist eine Pflanzenart aus der Gattung Alkanna.

## Merkmale
Alkanna sieberi ist ein ausdauernder Schaft-Hemikryptophyt, der Wuchshöhen von 5 bis 15 Zentimeter erreicht. Die Grundblätter sind 30 bis 40 Millimeter lang und etwa 5 Millimeter breit. Sie sind auffallend weißborstig behaart, aber ohne Drüsenhaare. Die Krone ist bleich gelblich und wird später blau. Die Kronröhre ist ungefähr doppelt so lang wie der Kelch. Der Saum hat einen Durchmesser von etwa 4 Millimeter. Der Kelch ist drüsenlos. Die Tragblätter sind ungefähr so lang wie der Kelch.
Die Blütezeit reicht von März bis Mai.

## Vorkommen
Alkanna sieberi ist auf Kreta endemisch. Die Art wächst auf trockener Phrygana, in steinigen Kiefernwäldern, an Sandküsten und auf Brachland in Höhenlagen von 0 bis 330 Meter.

## Belege
- Ralf Jahn, Peter Schönfelder: Exkursionsflora für Kreta. Mit Beiträgen von Alfred Mayer und Martin Scheuerer. Eugen Ulmer, Stuttgart (Hohenheim) 1995, ISBN 3-8001-3478-0.